# Glass (MØ)
Glass è il singolo di debutto della cantante danese MØ nonché il primo estratto dal suo primo album in studio No Mythologies to Follow; è stato pubblicato per la prima volta il 14 gennaio 2013 e successivamente accompagnato da un videoclip ufficiale nel febbraio dello stesso anno.